# شهرداری اینچوکالنس
شهرداری اینچوکالنس (به لاتین: Inčukalns Municipality) یک شهرداری در کشور لتونی است. شهرداری اینچوکالنس ۸٬۵۰۴ نفر جمعیت دارد.